# Colaspoides cantonensis
Colaspoides cantonensis là một loài bọ cánh cứng trong họ Chrysomelidae. Loài này được Medvedev miêu tả khoa học năm 2004.